# División del Norte (Michoacán)
División del Norte es una localidad del estado mexicano de Michoacán. Es parte del municipio de Buenavista.

## Toponimia
El nombre de la población rinde homenaje a la División del Norte, unidad militar partícipe de la Revolución mexicana y comandada por Francisco Villa.

## Demografía
| Gráfica de evolución demográfica |
|                                  |

| Censo | Población |
| ----- | --------- |
| 1970  | 386       |
| 1980  | 889       |
| 1990  | 1 162     |
| 2000  | 1 175     |
| 2010  | 1 244     |
| 2020  | 1 179     |